# Renée Felice Smith

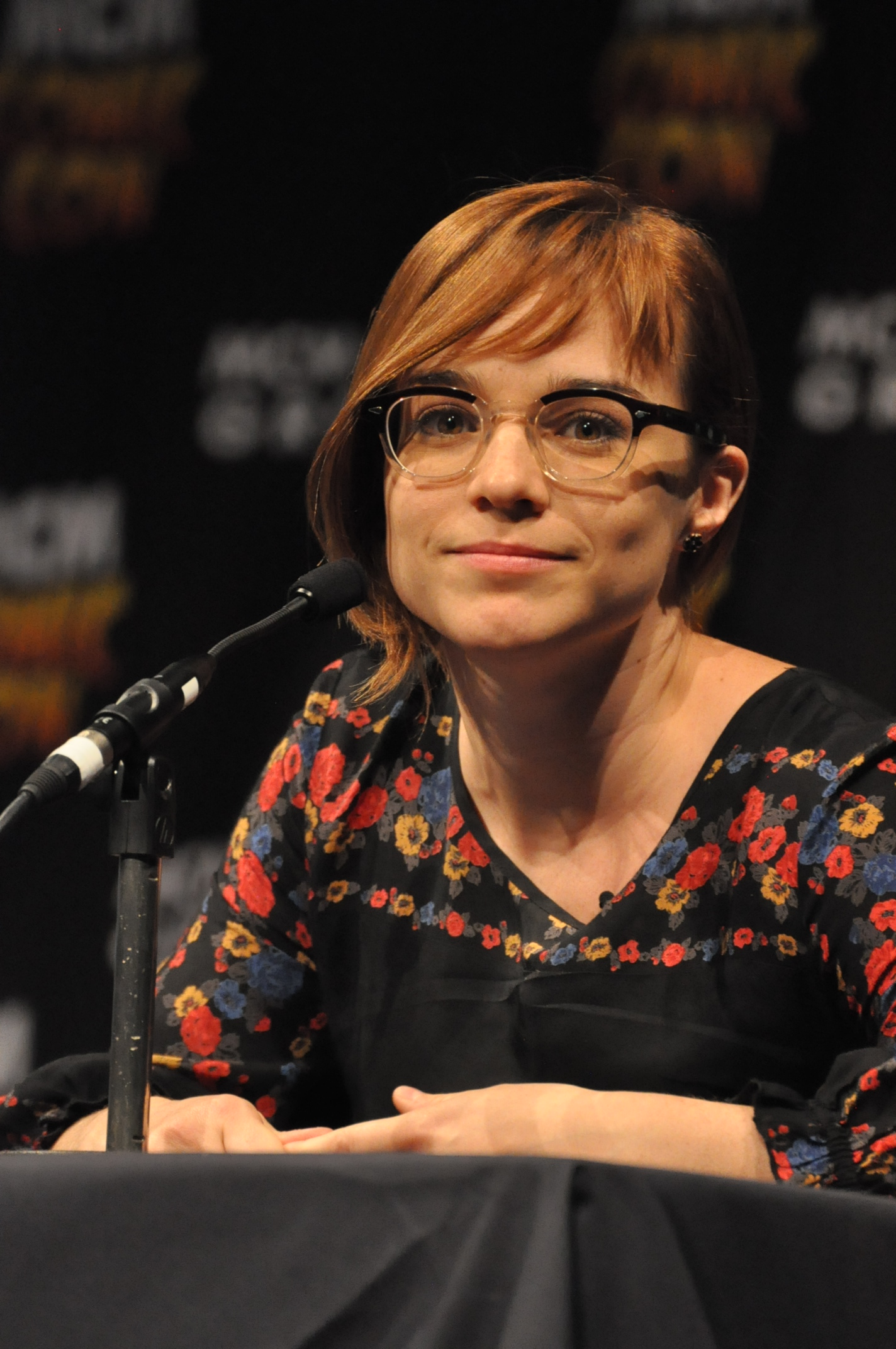
Renée Felice Smith (2013)

Renée Felice Smith (* 16. Januar 1985) ist eine US-amerikanische Schauspielerin.

## Leben und Karriere
Die Vorfahren von Renée Felice Smith stammen aus Italien und Irland. Sie besuchte eine Highschool auf Long Island und studierte zusammen mit Nelson Franklin an der zur New York University gehörenden Tisch School of the Arts.
Nach einigen kleineren Rollen erlangte Renée Felice Smith 2010 die Rolle der Datenanalystin Nell Jones in der CBS-Serie Navy CIS: L.A.  2021 stieg sie aus der Serie aus.

## Filmografie (Auswahl)
- 2008: Viralcom (Fernsehserie, Folge 1x03)
- 2010: The Wyoming Story
- 2010–2021: Navy CIS: L.A. (NCIS: Los Angeles, Fernsehserie)
- 2011: Detachment
- 2013: That Thing with the Cat
- 2014: Code Academy (Kurzfilm)
- 2014: Sitter Cam
- 2015: Baby (Kurzfilm)
- 2017: It’s Always Sunny in Philadelphia (Fernsehserie, eine Folge)
- 2017: The Relationtrip